# Луций Аквилий Корв
Луций Аквилий Корв (на латински: Lucius Aquillius Corvus) e консулски военен трибун през 388 пр.н.е. на Римската република.
Луций Корв произлиза от патрицииската и плебейска фамилия Аквилии.